# Adam Yahiye Gadahn

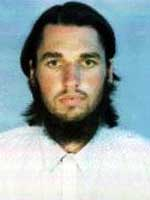
Adam Yahiye Gadahn (FBI-Fahnungsfoto, 2004)

Adam Yahiye Gadahn (arabisch: آدم يحيى غدن, Ādam Yaḥyā Ghadan; * 1. September 1978 in Oregon; † 19. Januar 2015 in Wasiristan) war ein US-amerikanischer Islamist und Terrorist, der als Mitglied von Al-Qaida auf der Terrorliste des FBI stand. Der Konvertit zum Islam erschien ab 2004 in einer Reihe von Videos von al-Qaida als „Azzam der Amerikaner“ ('Azzām al-Amrīki, عزام الأمريكي). Er war ein Vertrauter von Osama bin Laden und als Propagandist und Berater für ihn tätig. Er wurde 2015 bei einem Drohnenangriff in Wasiristan getötet.

## Biografie

### Herkunft, Jugend und Übertritt zum Islam
Gadahn wurde am 1. September 1978 in Oregon geboren. Gadahns Großvater väterlicherseits, Carl Pearlman, war ein jüdischer Aktivist, Urologe und Mitglied des Vorstands der Anti-Defamation League. Gadahns Großmutter väterlicherseits, Agnes Branch, war Christin. Der Vater von Gadahn war Philip Gadahn, ein Musiker, der in Orange County, Kalifornien, aufwuchs. Philip und seine Frau Jennifer änderten Mitte der 1970er Jahre ihren Nachnamen in Gadahn um, nach dem biblischen Gideon. Philip Gadahn war an der University of California, Irvine in der Gegenkulturbewegung aktiv gewesen und wurde vor Adams Geburt ein gläubiger Christ.
Gadahn wurde als protestantischer Christ erzogen und von seinen Eltern auf einer abgelegenen Farm im westlichen Riverside County, Kalifornien, bis zur High School zu Hause unterrichtet. Als Jugendlicher wurde er ein Fan von Death-Metal-Musik, spielte selbst Noise-Musik und begann sich von seinen Eltern zu entfremden. Er wandte sich mit der Zeit vom Christentum ab und sagte später, er halte das „apokalyptische Geschwafel“ des evangelikalen Christentums für „paranoid“ und „hohl“. 1995, im Alter von 17 Jahren, begann Gadahn mit dem Studium des Islams an der Islamic Society of Orange County. Er konvertierte schließlich zum Islam und veröffentlichte kurz nach seinem Übertritt auf der Website der University of Southern California einen Aufsatz mit dem Titel „Becoming a Muslim“, in dem er seine Konversion beschrieb. Nach Angaben seiner Eltern wurde er im Mai 1997 verhaftet und verurteilt, weil er seinen ehemaligen Mentor, Haitham Bundakji, angegriffen hatte, wofür er zwei Tage im Gefängnis verbringen und Sozialstunden ableisten musste. Seine radikale Studiengruppe hatte Bundakjis Freundschaft mit Juden abgelehnt.

### Migration nach Pakistan und Tätigkeit für al-Qaida
Berichten zufolge zog Gadahn 1998 nach Pakistan, wo er eine afghanische Flüchtlingstochter heiratete und bis März 2001, als er jeglichen Kontakt einstellte, in unregelmäßigen Abständen Kontakt zu seiner Familie hielt. Er erzählte seinen Eltern, dass er während seines Aufenthalts in Pakistan als Journalist gearbeitet habe, und zwar sowohl in Karatschi als auch in Peschawar. Womöglich war er zu dieser Zeit jedoch bereits als Propagandist für al-Qaida tätig. Ein radikaler Dschihadist war er gegen Ende der 1990er Jahre geworden.
Innerhalb kurzer Zeit wurde Gadahn zu einem hochrangigen Berater bin Ladens und man nahm an, dass er die Rolle eines „Übersetzers, Videoproduzenten und Kulturdolmetschers“ übernahm. Er soll geholfen haben, das Medien- und Propagandanetzwerk von al-Qaida mit dem Namen As-Sahab im Jahre 2001 aufzubauen. Er wurde damit der wichtigste westliche Konvertit in dem Terrornetzwerk. Ende Oktober 2004 strahlte ABC News ein 75-minütiges Video aus, auf dem ein Mann zu sehen war, der sich als „Azzam der Amerikaner“ bezeichnete und den Vereinigten Staaten mit Terroranschlägen drohte. Nachdem der Sender Ausschnitte des Videos gezeigt hatte, teilte jemand aus einer von Gadahns Moscheen den Strafverfolgungsbehörden mit, dass er glaube, der Mann in dem Video sei Gadahn. Im Jahr 2005, am vierten Jahrestag der Anschläge vom 11. September 2001 trat Gadahn erneut in einem Video auf. Er pries das „Echo der Explosionen und das Aufschlitzen der Kehlen der Ungläubigen“ und kündigte weitere Anschläge in westlichen Ländern an.
Am 2. September 2006 trat er erneut in einem Video von al-Qaida auf, in dem er George W. Bush und die Angehörigen der amerikanischen Streitkräfte aufforderte, zum Islam zu konvertieren und sich der „siegreichen Seite anzuschließen“. Nachdem er schon vor mehreren Jahren auf die Terrorliste des FBI genommen worden war, wurde er im Oktober 2006 für das Kapitalverbrechen des Hochverrats durch Unterstützung eines Feindes der Vereinigten Staaten, der erste Fall dieser Art seit den 1950er Jahren, angeklagt.
Amerikanische Geheimdienstler gehen davon aus, dass Gadahn bin Ladens Video vom September 2007 inspiriert hat, in dem bin Laden unter anderem auf die Finanzkrise 2007 Bezug nahm. Eine in London ansässige Organisation für Sicherheitsstudien fand, dass bin Ladens Video „in Stil und Inhalt sehr an [Gadahns] Botschaften erinnert“. Die „hohe Qualität“ der englischen Untertitel und die „Anspielungen auf Malcolm X“ in Al-Qaidas Video nach den Präsidentschaftswahlen 2008 würden „den Einfluss“ Gadahns widerspiegeln. In diesem Video wurde der neu gewählte Barack Obama als „Hausneger“ bezeichnet.
Im Februar 2008 tauchten Berichte in pakistanischen Medien über den möglichen Tod Gadahns auf. Im September berichtete auch The Daily Telegraph über seinen angeblichen Tod. Einen Monat später tauchte er allerdings wieder in einem Video auf. Am 7. März 2010 wurde berichtet, dass Gadahn Ende Februar 2010 in Karatschi gefangen genommen worden sei. Dies stellte sich jedoch erneut als Falschmeldung heraus. Bei dem Verhafteten hatte es sich um einen anderen US-Amerikaner gehandelt.
In einem im März 2010 veröffentlichten Video rief Gadahn Muslime im Westen dazu auf, in die Fußstapfen von Nidal Hasan zu treten, der 13 Menschen in einer Basis der US Army in Texas erschossen hatte. Gadahn gab auch Ratschläge zur Auswahl hochwertiger Ziele für potenzielle Terroranschläge in Amerika und im Westen, wie Militäreinrichtungen und Massentransportsysteme sowie Symbole des Kapitalismus, deren Ruin die westliche Wirtschaft lahmlegen sollte. Gadahn forderte seine Anhänger auf, so schnell wie möglich zu handeln und erklärte, dass „jetzt“ die „goldene, einmalige Gelegenheit besteht, die Belohnungen des Dschihad und des Märtyrertums zu ernten ... also zieht euer geschärftes Schwert aus und beeilt euch, euren rechtmäßigen Platz unter den Verfechtern des Islam einzunehmen.“
Am 29. März 2014 wurde ein Video vom Islamischen Staat im Irak und in der Levante (ISIL) veröffentlicht, in dem Gadahn ISIL verurteilte und als Extremisten bezeichnete.

### Tod
Am 23. April 2015 veröffentlichte der Pressesprecher des Weißen Hauses, Josh Earnest, eine Erklärung, in der er bekannt gab, dass Gadahn am 19. Januar 2015 bei einem CIA-Drohnenangriff in Pakistan getötet worden sei, bei dem auch zwei von al-Qaida entführte Entwicklungshelfer ums Leben kamen. Al-Qaida bestätigte den Tod Gadahns am 25. Juni 2015.